# Avatimes
Avatimes ou afatimes são um subgrupo pertencente aos grupos togoleses centrais que habitam o Gana. Vivem como enclave na região do Volta, cercados pelos jejes, mas também são encontrados no sudoeste do Togo.